# Palpusia glaucusalis
Palpusia glaucusalis is een vlinder uit de familie van de grasmotten (Crambidae). De wetenschappelijke naam van deze soort is voor het eerst voorgesteld als Botys glaucusalis door Francis Walker in een publicatie uit 1859.
De soort komt voor in Jamaica.